# Светско првенство у атлетици на отвореном 2011 — 10.000 метара за жене
Трка на 10.000 метара у женској конкуренцији на Светском првенству у атлетици 2011. у Тегуу је одржана 27. августа.

## Освајачи медаља
|                         |                      | '                    |
| Вивијан Черијот, Кенија | Сали Кипјего, Кенија | Линет Масаји, Кенија |

## Рекорди пре почетка Светског првенства 2011.
| Светски рекорд             | Ђунсја Ванг · Кина                 | 29:31,78 | Пекинг, Кина      | 8. септембар 1993. |
| Рекорд светских првенстава | Берхане Адере · Етиопија           | 30:04,18 | Париз, Француска  | 23. август 2003.   |
| Најбољи резултат сезоне    | Сали Кипјего · Кенија              | 30:38,35 | Пало Алто, САД    | 29. мај 2011.      |
| Афрички рекорд             | Меселех Мелкаму · Етиопија         | 29:53,80 | Утрехт, Холандија | 14. јун 2009.      |
| Азијски рекорд             | Ђунсја Ванг · Кина                 | 29:31,78 | Пекинг, Кина      | 8. септембар 1993. |
| Североамерички рекорд      | Шалејн Фланаган · Сједињене Државе | 30:22,22 | Пекинг, Кина      | 15. август 2008.   |
| Јужноамерички рекорд       | Симоне да Силва · Бразил           | 31:16,56 | Сао Паоло, Бразил | 3. август 2011.    |
| Европски рекорд            | Елван Абејлегесе · Турска          | 29:56,34 | Пекинг, Кина      | 15. август 2008    |
| Океанијски рекорд          | Кимберли Смит · Нови Зеланд        | 30:35,54 | Пало Алто, САД    | 4. мај 2008.       |

## Квалификационе норме
| A норма | Б норма |
| ------- | ------- |
| 31:45   | 32:00   |

## Сатница
| Датум            | Време | Коло   |
| ---------------- | ----- | ------ |
| 27. август 2011. | 21:00 | Финале |

## Резултати

### Финале
| Пласман | Атлетичарка      | Држава      | Време           | Белешке         |
| ------- | ---------------- | ----------- | --------------- | --------------- |
|         | Вивијан Черијот  | Кенија      | 30:48,98        | ЛР              |
|         | Сали Кипјего     | Кенија      | 30:50,04        |                 |
|         | Линет Масаји     | Кенија      | 30:53,59        | РС              |
| 4       | Приска Чероно    | Кенија      | 30:56,43        | ЛР              |
| 5       | Меселех Мелкаму  | Етиопија    | 30:56,55        | РС              |
| 6       | Шитаје Ешете     | Бахреин     | 31:21,57        | НР              |
| 7       | Шалејн Фланаган  | САД         | 31:25,57        |                 |
| 8       | Ана Дулсе Феликс | Португалија | 31:37,03        |                 |
| 9       | Џенифер Рајнс    | САД         | 31:47:59        |                 |
| 10      | Џесика Аугусто   | Португалија | 32:06,68        | РС              |
| 11      | Тигист Кирос     | Етиопија    | 32:11,37        |                 |
| 12      | Кристел Доне     | Француска   | 32:22,20        |                 |
| 13      | Кера Гаучер      | САД         | 32:29,58        |                 |
| 14      | Хикари Јошимото  | Јапан       | 32:32,22        |                 |
| 15      | Кајо Сугихара    | Јапан       | 32:53,89        |                 |
| 16      | Кристина Пап     | Мађарска    | 32:56,02        |                 |
| 17      | Мегуми Кинукава  | Јапан       | 34:08,37        | РС              |
|         | Месерет Дефар    | Етиопија    | Није завршила   | Није завршила   |
| -       | Елоиз Велингс    | Аустралија  | Није стартовала | Није стартовала |